# Южный монастырь
Южный монастырь (также Благовещенский монастырь) — крымский средневековый (XIV—XV век) и современный пещерный монастырь, расположенный в южных обрывах плато Баба-Даг (Мангуп).

## Описание
Исходя из факта, что иеромонах Матфей, посетивший Мангуп в 1395 году, описывает монастырскую церковь, практически, в современном виде, восхищаясь фресками (при этом город довольно давно был безлюден), можно предположить, что монастырь мог быть устроен в середине XIV века (возможно, в соответствии с известной надписью — около 1362 года).
Помещения монастыря вырублены в скале с использованием естественного грота в средней части южного обрыва, к которому пробит туннель из небольшого, также естественного грота в подножии обрыва. В восточной стороне монастырского грота устроена вытянутая к востоку пещерная зальная церковь с тремя вырубными гробницами в полу, на противоположной располагались кельи, рассчитанные на пребывание 3—4 монахов. Стены главного нефа украшены профилированным карнизом, в конце зала невысокая (до 1 м) преграда отделяет алтарь с глубокой арочной нишей апсиды, в центре алтаря в полу вырублено прямоугольное в плане основание престола. Фресковые росписи — наиболее известная деталь храма, покрывали апсиду с нишей и конхой, арку, окаймляющую алтарь и фриз над аркой. А. Г. Герцен, анализируя тщательную, даже роскошную отделку интерьеров, высказал предположение, что монастырская церковь была усыпальницей знатной (возможно княжеской) семьи Феодоро. Раскопками 2008 года открыты остатки водосборной цистерны, функционировавшей во время жизни монастыря.

Первое описание монастыря содержится в поэме «Рассказ о городе Феодоро. Стихи Матфея, недостойного и ничтожного жреца» иеромонаха Матфея, направленного патриархом Антонием IV в августе 1395 года в Хазарию, в качестве экзарха и посетившего Мангуп:
Найдя лестницу твёрдую из самородного камня, я спустился вниз в середину земли и увдел там пол и потолок из самородной скалы, высеченные весьма приятные дворцы, келии, светоносные (окна) красивейшие, направленные на восток, и пёстрые украшения удивительные, которые и творение не носит, большой приятностью наполненные, красиво сработаны

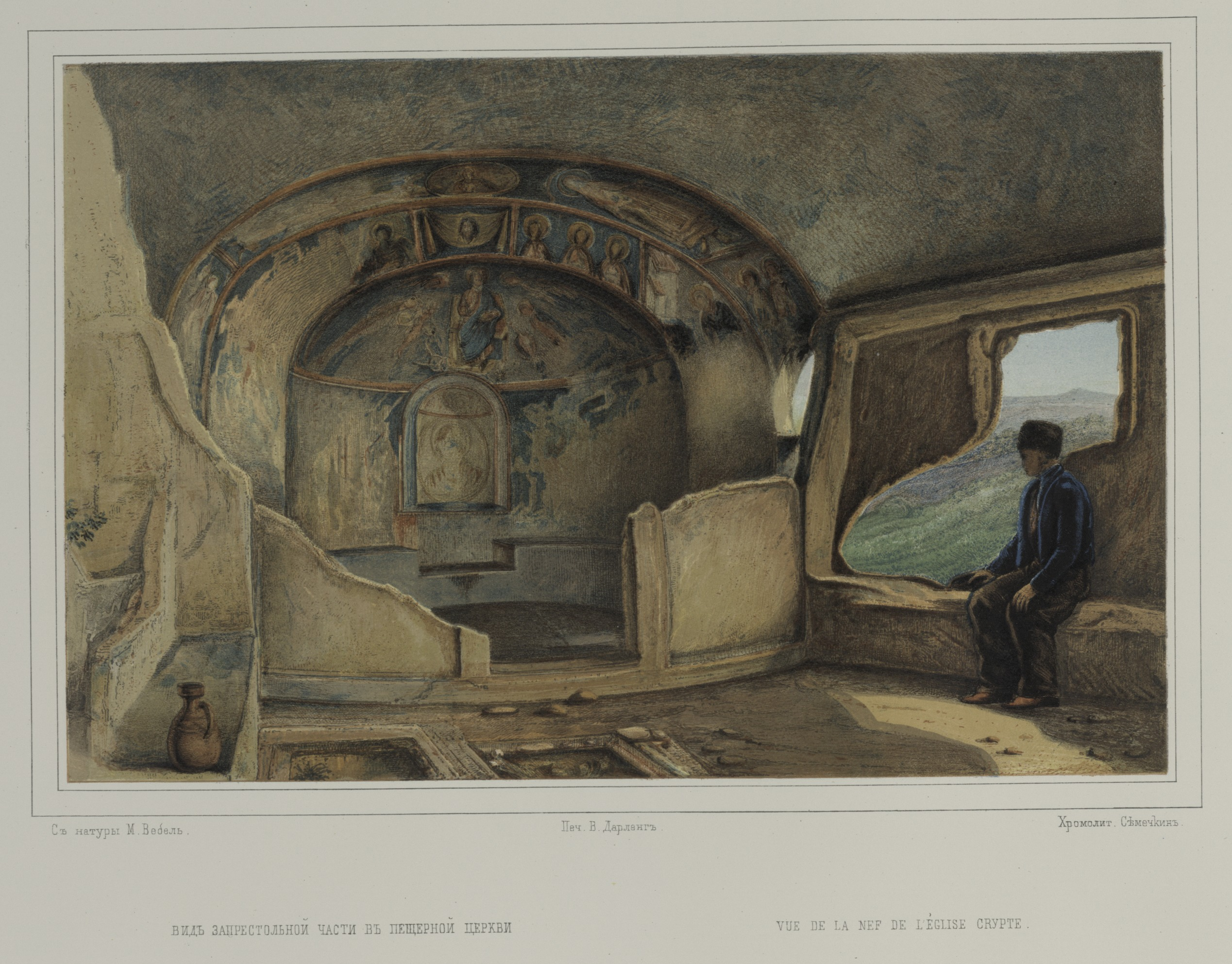
Южный монастырь. Церковь. М. Вебель. Из неизданного альбома А. С. Уварова, 1853
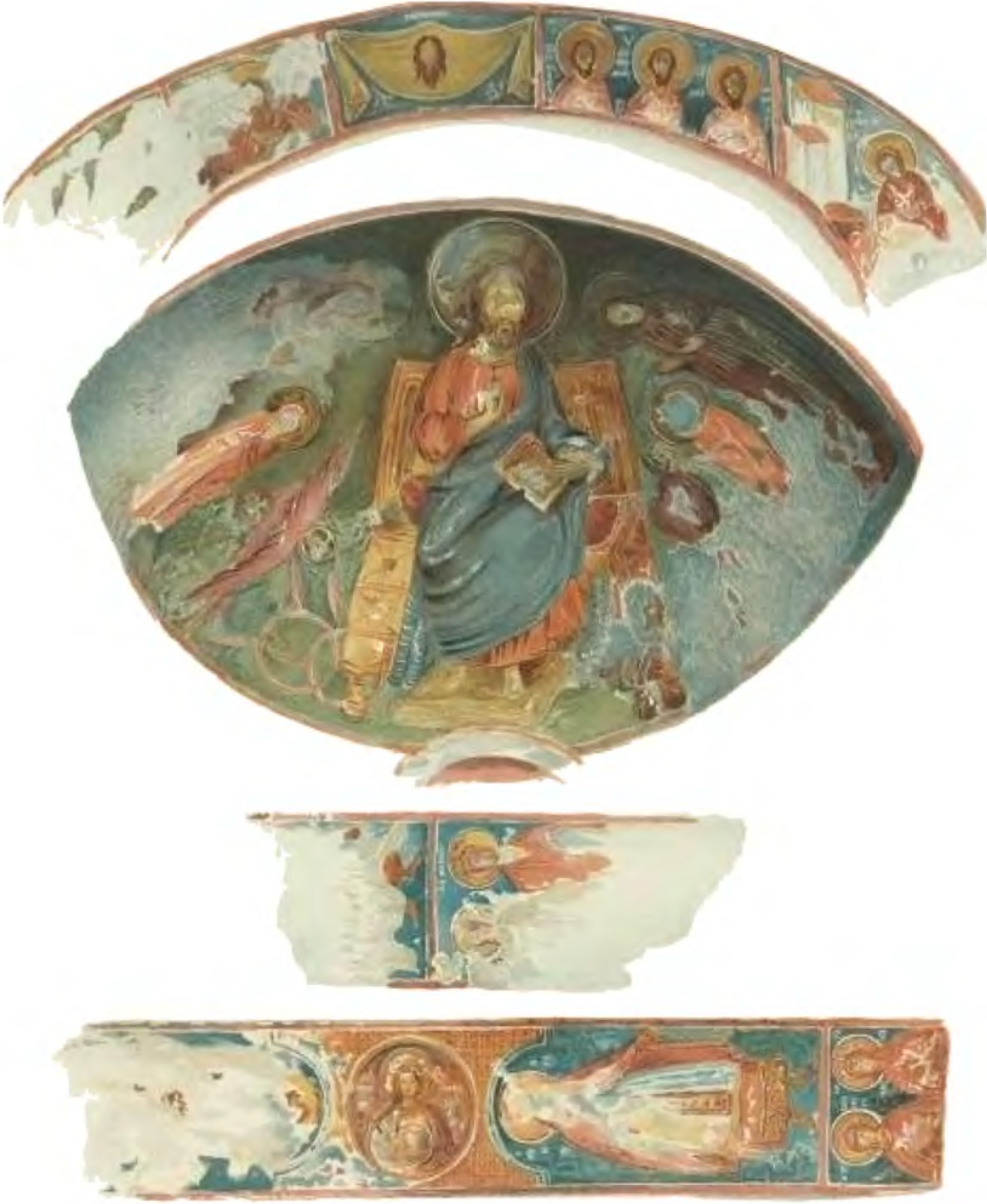
М. Вебель. Фрески церкви Южного монастыря. Из неизданного альбома А. С. Уварова 1853
План церкви Южного пещерного монастыря

Научное описание Южного монастыря и фресок оставил А. С. Уваров в своей ещё не опубликованной рукописи о исследованиях 1853 года, сопровождённой рисунками М. Б. Вебеля. В ноябре 1889 года инженер Агеенко составил чертежи и описания монастырской церкви, которые отправил в археологическую комиссию; результатом было обследование памятника А. Х. Стевеном и А. И. Маркевичем, дитировавших храм XIV—XV веком. В 1912—1913 годах, экспедицией под руководством Р. Х. Лепера была произведена расчистка церкви. О. И. Домбровский в труде «Фрески средневекового Крыма» 1966 года подробно рассмотрел росписи храма и датировал её XIV—XV веком, Ю. М. Могаричёв, опираясь на скудные результаты исследований монастыря (отсутствие на скале культурного слоя), осторожно датировал его существование XIV—XV веком.
В 2002 году, по благословению митрополита Симферопольского и Крымского Лазаря, началось восстановление монастыря, под именем Благовещенского, первым наместником и строителем был игумен, Иакинф (Телега), после его кончины должность наместника (на конец 2021 года) временно исполняет архимандрит Варнава (Шкурдода), наместник монастыря во имя святителя Николая Чудотворца (в селе Холмовка).